# صائد الترول
صائد الترول (بالإنجليزية: Trollhunter)‏ هو فيلم فنتازيا نرويجي من إخراج أندريه أفريدال وبطولة أوتو جسبرسن. صدر الفيلم في 29 أكتوبر 2010.

## وصلات خارجية
- صائد الترول على موقع IMDb (الإنجليزية)
- صائد الترول على موقع ميتاكريتيك (الإنجليزية)
- صائد الترول على موقع روتن توميتوز (الإنجليزية)
- صائد الترول على موقع نتفليكس (الإنجليزية)
- صائد الترول على موقع قاعدة بيانات الأفلام العربية
- صائد الترول على موقع ألو سيني (الفرنسية)
- صائد الترول على موقع Turner Classic Movies (الإنجليزية)
- صائد الترول على موقع أول موفي (الإنجليزية)
- صائد الترول على موقع بوكس أوفيس موجو (الإنجليزية)
- صائد الترول على موقع فيلمافينيتي (الإسبانية)